# Aqif Pasza Biçaku
Aqif Pasza Biçaku, także Aqif Pasza Elbasani (ur. 1861 w Elbasanie, zm. 10 lutego 1926 tamże) – albański polityk i działacz niepodległościowy.

## Życiorys
Pochodził z zamożnej rodziny właścicieli ziemskich, był synem Mahmuda Pertefa paszy i Shefikat z d. Alizoti. Uczył się w Elbasanie, a następnie ukończył studia prawnicze w Stambule i podjął pracę w administracji osmańskiej. W 1905 znajdował się w radzie doradców sandżakbeja Elbasanu. Po kongresie albańskich działaczy niepodległościowych w 1908 w Monastirze zajął się organizowaniem szkół albańskich. Należał do grona fundatorów pierwszej albańskiej szkoły kształcącej nauczycieli, utworzonej w Elbasanie. W 1910 wziął udział w powstaniu antyosmańskim. Był jednym z organizatorów kongresu albańskich działaczy niepodległościowych we Wlorze w listopadzie 1912, na którym proklamowano niepodległość Albanii. On także na polecenie Ismaila Qemala wciągnął na maszt flagę albańską. Kierujący pierwszym rządem albańskim Ismail Qemali powierzył mu stanowisko prefekta Elbasanu. W rządzie kierowanym przez Turhana Paszę Përmetiego sprawował urząd ministra spraw wewnętrznych. W 1915 po wkroczeniu wojsk czarnogórskich do Szkodry został internowany w Cetynii. Uzyskał wolność po zajęciu północnej Albanii przez oddziały austro-węgierskie.
W 1920 należał do grona organizatorów kongresu w Lushnji, który miał proklamować pełną niepodległość państwa albańskiego. W powołanej na kongresie Radzie Naczelnej (alb. Këshilli te Naltë), będącej kolegialną głową państwa, reprezentował wspólnotę sunnicką. 5 grudnia 1921 kierował zamachem stanu, skierowanym przeciwko rządowi Pandelego Evangjelego. W porozumieniu z Hasanem Prishtiną zastraszył urzędującego premiera, obalił legalny rząd i mianował Prishtinę premierem nowego gabinetu. Po kilku dniach rządów H. Prishtiny, Ahmed Zogu na czele wiernych mu oddziałów przywrócił porządek konstytucyjny. Aqif Pasza podał się do dymisji i wyjechał do Wiednia. Na emigracji próbował budować partię liberalną, opozycyjną wobec A. Zogu. Do Albanii powrócił w 1923. W wyborach do parlamentu w styczniu 1924 zdobył mandat w okręgu Korcza. W 1925 ciężko zachorował i zaprzestał działalności politycznej. Zmarł w 1926 i został pochowany na cmentarzu miejskim w Elbasanie.

## Pamięć
W 2001 został uhonorowany tytułem Honorowego Obywatela Elbasanu. Jego imię nosi jeden z placów w centralnej części miasta. W 2012 w starej części miasta odsłonięto pomnik Aqifa Paszy. Imię Aqifa Paszy nosi także jedna z ulic w północnej części Tirany (dzielnica Shkoze) i w Cërriku. W życiu prywatnym był żonaty (żona Ifet z d. Vrioni), miał syna Ibrahima (w 1944 pełnił funkcję ministra spraw wewnętrznych Albanii).